# Abaiang
Abaiang (también conocido como Apaiang, Apiaia, isla Charlotte, isla Matthews o Six Isles) es un atolón coralino del grupo de islas Gilbert, pertenecientes a la República de Kiribati, en el océano Pacífico centroccidental. 

## Geografía
Abaiang comprende 15 islotes alrededor de una laguna, con una superficie total de 16 km². El atolón tiene una laguna unida al océano por el canal de Bingham, en el interior de la cual se puede atracar. Su población, según el censo de 1998, es de 3628 habitantes.
Las siguientes poblaciones se encuentran en la isla mayor de Abaiang:
Aonobuaka - Borotiam - Koinawa - Evena - Morikao - Tabontebike - Tabwiroa - Taburao - Takarano - Tanimaiaki - Tebanga - Tuarabu - Ubanteman

## Historia
Investigaciones recientes concuerdan en que la isla fue poblada por habitantes de Samoa hace unos 500 o 600 años.
En 1788, el capitán europeo Thomas Gilbert descubrió el atolón; y lo nombró Charlotte Island, por ser el dueño del buque Charlotte.
La institución más reconocida de Abaiang es el St. Josephs College, fundado en 1939 el cual es uno de los institutos escolares más reconocidos de Kiribati. Su actual director es Sir Paul Chilton, un inmigrante británico; y entre sus exalumnos se encuentra el actual presidente Anote Tong.
- Datos: Q304887
- Multimedia: Abaiang / Q304887